# Turniej pokerowy

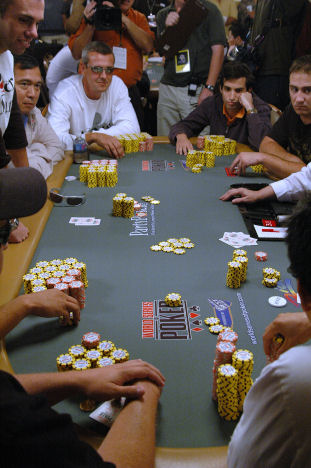
World Series of Poker 2006 Main Event

Turniej pokerowy jest turniejem, w którym gracze grają w pokera. Liczba uczestniczących w nim graczy może wahać się od 2 (tzw. turniej Heads up), do nawet kilkudziesięciu tysięcy grających przy tysiącach stołów w przypadku turniejów online. Zwycięzcą turnieju zostaje gracz, który jako jedyny zostanie z żetonami. Aby to ułatwić co określony czas, wzrastają wysokości ciemnych i ante. W turnieju pokerowym, w przeciwieństwie do gier pieniężnych, żetony przed zakończeniem rywalizacji nie przedstawiają żadnej wartości i nie można wymienić ich na gotówkę.

## Ogólne zasady

### Przebieg turnieju
Na początku każdy gracz wpłaca wpisowe turnieju (ang. Buy-in), którego część jest pobierana przez kasyno jako opłatę turniejową, a reszta tworzy pulę nagród. Na początku gry wszyscy dysponują taką samą ilością żetonów. Jeżeli zawodnik straci wszystkie żetony, odpada z gry (wyjątkiem są turnieje z re-buyami, zob. niżej). Każdy turniej ma opracowaną strukturę wysokości ciemnych i/lub ante. Określony czas turnieju, przez który są one równe, określany jest mianem poziomu. Wprowadzanie dalszych poziomów usprawnia grę (gracze mają coraz więcej żetonów) oraz eliminuje graczy z bardzo małą ich ilością. Gracza takiego nazywa się Shortstack. W strukturze zawarte są również informacje o przerwach w turnieju oraz usuwaniu żetonów o niskich nominałach, które przy coraz dalszych poziomach stają się w końcu niepotrzebne. Zwycięzcą zostaje gracz, który wyeliminuje wszystkich pozostałych. Pozostałe miejsca są ustalane na podstawie kolejności odpadania graczy, a więc gracz, który odpadnie jako pierwszy, zajmuje ostatnie miejsce, a ten, który odpadnie jako ostatni, zajmuje drugie miejsce. Jeżeli w jednym rozdaniu odpadnie więcej niż jeden gracz, lepsze miejsce zajmuje ten z większą ilością żetonów przed rozdaniem. W przypadku takiej samej ilości następuje remis, choć bardzo rzadko zdarza się taka sytuacja.

### Re-buye i Add-ony
Re-buye są dostępne w niektórych turniejach. Dzięki nim gracz po utraceniu wszystkich swoich żetonów może, za kwotę równą wpisowemu, dodać taką ilość żetonów, jaką miał na początku. Ilość re-buyów jest zazwyczaj nieograniczona, ale można ich dokonywać tylko przez pierwsze kilkadziesiąt minut, do przerwy. W turniejach na żywo re-buye spotykane są rzadko, ale istnieją, np. na turniejach bocznych WSOP.
Add-ony są tzw. ostatnimi rebuyami, których można dokonać po zakończeniu tych drugich. Kosztują tyle samo, ale ilość żetonów, jaką się dostanie, jest większa od kwoty na początku. Dodatkowym udogodnieniem jest to, że add-onu może dokonać każdy, bez względu na ilość żetonów.

### Pula nagród i wygrane
Od puli nagród utworzonej z wpisowych kasyno pobiera ok. 5% na różne opłaty oraz ok. 2% dla pracowników. Pozostała część jest dzielona między zawodników na jeden z dwóch sposobów.
- Stały — Każde miejsce ma określoną wygraną stanowiącą dany procent puli. Przykładowo, w turnieju dla 10 graczy z wpisowym 20 €, najlepszy dostaje 100 €, drugi 60 €, trzeci 40 €, a pozostali nie dostają nic.
- Proporcjonalny — Wygrane określane są według skali procentowej, która rośnie wraz z większą liczbą uczestników. W tym częściej stosowanym sposobie wygraną dostaje zwykle ok. 10% graczy. Im bliżej pierwszego miejsca, tym różnice między wygranymi bardziej rosną, toteż pierwsza trójka wygrywa zazwyczaj połowę całej puli.

## Rodzaje turniejów

### Freeze out
Turnieje freeze out są najpopularniejszym rodzajem turniejów. Każdy stół ma określony limit graczy na nim grających, który wynosi zazwyczaj 10,9 lub też 6. Gdy opadają kolejni gracze, w celu wyrównania ich liczby przy stołach przenosi się ich z większych stołów na te z mniejszą ilością uczestników, bądź wyłącza się z gry cały stół, a graczy przenosi się gdzie indziej. Kiedy wszyscy pozostali w grze gracze usiądą przy jednym stole, nosi on nazwę stołu finałowego.

### Shoot-out
W turniejach shoot-out na początku gry na każdym stole w miarę możliwości siedzi taka sama liczba graczy. Jednak w przeciwieństwie do freeze out gracze walczą tylko w obrębie własnego stołu, do czasu, gdy nie pozostanie przy nim jeden gracz. Wtedy wszyscy zwycięzcy awansują do następnej rundy, gdzie gra ma taki sam przebieg. Na początku nowej rundy gracze startują z taką ilością żetonów, jaką mieli na początku pierwszej rundy, również poziomy ciemnych zaczynają się od początku. Każdy turniej tego typu ma określoną liczbę rund. Ostatnia z nich to stół finałowy.
Przykładowy turniej shoot-out: W turnieju startuje 1000 graczy. W pierwszej rundzie walczą przy 100 stołach, po 10 graczy na każdym. Zwycięzcy stołów grają w drugiej rundzie przy 10 stołach, również po 10 graczy. Zwycięzcy drugiej rundy grają na 10-osobowym stole finałowym. Gracz, który nie zostanie wyeliminowany, zostaje zwycięzcą. Zasady określania dalszych miejsc są takie same jak w przypadku turnieju freeze out.

### Sit&go
Sit&go są turniejami online, które nie mają określonej daty rozpoczęcia, lecz zaczynają się, gdy zarejestruje się określona liczba graczy, która jest limitem uczestników. Poza tym ich przebieg jest identyczny do przebiegu turniejów freeze out.

### Turnieje Rebuy
Na początku turnieju, gracze otrzymują taką samą ilość żetonów turniejowych. Podczas turnieju każdy gracz ma możliwości skorzystania z opcji rebuy, czyli zakupu dodatkowych żetonów w wysokości odpowiadającej początkowej ilości żetonów.
Gracze mają możliwość dokonania rebuya w dowolnym momencie podczas specjalnie określonego przedziału czasowego, gdy ich aktualna liczba żetonów jest równa lub niższa niż początkowy stack.

### Progressive Bounty
W turniejach Progressive Bounty każdy gracz ma określoną nagrodę (bounty) za eliminację. Kiedy gracz zostaje wyeliminowany z turnieju, połowa nagrody bounty trafia do puli bounty gracza odpowiedzialnego za eliminację. Druga połowa trafia w formie gotówki wprost na konto gracza, który wyeliminował rywala z turnieju.

## Specjalne odmiany turniejów

### Satelity
Satelity to turnieje (zazwyczaj online), w których do wygrania jest wpisowe do innych turniejów, zarówno tych na żywo, jak i online. Są to turnieje za pieniądze, w niektórych można też płacić specjalnymi punktami, bądź w ogóle nie uiszczać żadnej kwoty. Rozgrywane w formacie freeze out, bądź shoot-out. Pieniądze z puli nagród wypłacane są w kwocie równej wpisowemu turnieju. Satelita kończy się kiedy w grze zostanie tylu graczy, ile jest wejściówek do wygrania. Jeżeli w puli zostaną jakieś pieniądze, są one zwracane graczom, którzy zajmą miejsca zaraz za zwycięzcami.

## Największe turnieje
Największym turniejem na żywo w historii był WSOP 2006 Main Event w którym wzięła rekordowa liczba graczy - 8773, a pula nagród wyniosła 82 512 162 $, z czego 12 mln przypadło zwycięzcy. Największym turniejem, w którym grą nie było Texas Hold'em, był turniej $50.000 World Championship H.O.R.S.E. podczas WSOP 2008. Jego pula wyniosła 7 104 000 $, a nagroda dla zwycięzcy 1 989 120 $.
Wśród turniejów online od kilku lat turniejami z największą pula są turnieje WCOOP organizowane przez Pokerstars. Rekord padł w 2008 roku (pula nagród w turnieju głównym - 10 925 000 $, wygrana zwycięzcy - 1 265 432 $) Największym turniejem spoza tego cyklu był również zorganizowany przez Pokerstars turniej Sunday Million z pulą 7 233 800 $ i 1 141 510,31 $ za zajęcie pierwszego miejsca. Turniej World Series of Poker Online z wpisowym w wysokości 5000 $ zorganizowany przez GGPoker, wygenerował największą pulę nagród w historii pokera turniejowego online (27 559 500 $). Rekord padł podczas turnieju World Series of Poker Online: $5000 Main Event, który został rozegrany na platformie GGPoker w dniu 6 września 2020 roku.

## Główne turnieje
Oprócz WSOP największymi turniejami na świecie są dwa turnieje z cyklu World Poker Tour, które odbywają się w Las Vegas oraz turniej główny PokerStars Caribbean Adventure. W latach 80. drugim pod względem wielkości turniejem był Super Bowl of Poker.
Najbardziej znanymi i największymi turniejami w Europie są wydarzenia z cyklu European Poker Tour oraz WSOPE.
W Azji największy i najbardziej znany jest turniej z cyklu Asia Pacific Poker Tour odbywający się w Makau.
W Ameryce Płd. największy i najbardziej znany jest turniej z cyklu Latin American Poker Tour odbywający się w Argentynie, natomiast Crown Australian Poker Championship znany jako Aussie Millions, jest największym turniejem w regionie Pacyfiku.